# Anomaloglossus wothuja
Espèce
Synonymes
- Colostethus wothuja Barrio-Amorós, Fuentes & Rivas, 2004

Statut de conservation UICN

 LC  : Préoccupation mineure
Anomaloglossus wothuja est une espèce d'amphibiens de la famille des Aromobatidae.

## Répartition
Cette espèce est endémique de la base du Cerro Sipapo dans l'État d'Amazonas au Venezuela. Elle se rencontre entre 150 et 200 m d'altitude.

## Publication originale
- Barrio-Amorós, Fuentes & Rivas, 2004 : Two new species of Colostethus (Anura: Dendrobatidae) from the Venezuelan Guayana. Salamandra, vol. 40, no 3/4, p. 183-200 (texte intégral).